# Заграничный паспорт гражданина Туркменистана
Паспорт гражданина Туркменистана для выезда из Туркменистана и въезда в Туркменистан (туркм. Türkmenistanyň raýatlarynyň Türkmenistandan gitmek we Türkmenistana gelmek üçin pasporty) — официальный документ, удостоверяющий личность гражданина при выезде за пределы и пребывании за пределами страны, а также при въезде на территорию государства из заграничной поездки. Паспорт с биометрическими данными выдаётся всем гражданам страны, включая несовершеннолетних детей. Биометрический паспорт гражданина Туркменистана для выезда из Туркменистана въезда в Туркменистан выдаётся на срок до пяти лет.
Оформить загранпаспорт в консульстве проблематично. Очередь в октябре 2023 года на оформление загранпаспорта в стране составляла около года. В Туркменабаде очередь в октябре 2023 года составляла около года. При этом сообщалось о получении паспорта в течение недели за взятку в 1000 долларов США. На практике в выдаче паспортов могут отказать имеющим несовершеннолетних детей, а также имеющих судимых родственников в трех поколениях. Часто граждане дают взятки в размере от 5 до 10 тысяч манатов (1428 — 2857 долларов США по курсу ЦБ Туркменистана), чтобы получить документ. Также у некоторых заявителей требуют, чтобы за них поручился близкий родственник, работающий в бюджетной организации. Большие очереди связывают с массовой эмиграцией туркменистанцев из страны из-за тяжелого экономического положения. 

## История
Биометрический паспорт введен с 10 июля 2008 года согласно Постановлению президента Туркменистана от 9 июля 2008 года за № 9895. В апреле 2013 года были утверждены новые образцы и описания биометрического паспорта гражданина Туркменистана, с множеством защит и увеличенным объёмом электронного чипа, высококачественно изготовленные. Ранее выданные паспорта гражданина Туркменистана, сохранили свою силу до окончания срока. Выдается Государственной миграционной службой Туркменистана.
Прежний «внутренний» паспорт гражданина Туркменистана был действителен до 10 июля 2013 года для выезда из Туркменистана и въезда в Туркменистан.

## Процесс получения
Паспорта выдаются Государственной миграционной службой Туркменистана. Заявление подаётся лично в местном отделении миграционной службы. Дети до 18 лет обращаются с родителями. Необходимо написать заявление, сделать фотографию, принести паспорт гражданина Туркменистана и его копию, свидетельство о рождении и его копию, справку о постоянном месте жительства, свидетельство о браке или о расторжении брака и его копию, военный билет и его копию или справку из военного комиссариата об отношении к воинской службе и оплатить выдачу паспорта. Срок изготовления паспорта 30 дней. Получить паспорт надо в том же отделении миграционной службы, где подавались документы. Паспорт действителен до пяти лет.
C 17 июня 2013 года биометрические паспорта выдаются также гражданам, являющимся одновременно гражданами Российской Федерации, которые вступили в гражданство РФ до 22 июля 2003 года. У остальных граждан, являющимся одновременно гражданами РФ или любых других стран, документы на получение паспорта неправомерно не принимают.
Госпошлина за оформление биометрического паспорта составляет 60 манат.

## Внешний вид
Паспорт тёмно-зелёного цвета, с надписями (туркм. Türkmenistan) «Turkmenistan» и (туркм. Pasport) «Passport» на туркменском и английском языках. В центре золотым тиснением нанесён герб Туркменистана. Паспорт изготавливается на туркменском и английском языках. Символ биометрических паспортов, оповещающий о наличии RFID-чипа внутри документа, располагается в самом низу обложки.

### Страница идентификации
Туркменский паспорт включает следующую информацию:
- Фотография владельца.
- Тип (P для обозначения паспорта).
- Код выдавшего государства (TKM для Туркменистана).
- Номер паспорта А0054952.
- Фамилия.
- Имя.
- Гражданство (Туркменистан).
- Дата рождения.
- Пол.
- Место рождения.
- Дата выдачи.
- Дата истечения срока действия.
- Персональный номер.
- Место выдачи.
- Подпись владельца.

Страница информации о владельце заканчивается зоной машиночитаемого кода, начинающегося с P<TKM.

### Языки
Информационная страница напечатана на английском и туркменском языках.